# Wagner Manufacturing Company
Wagner Manufacturing Company war ein US-amerikanischer Hersteller von Fahrzeugen.

## Unternehmensgeschichte
Das Unternehmen wurde 1900 in Rochester im US-Bundesstaat New York gegründet. Ziel war die Produktion von Fahrrädern, Dreirädern und Automobilen. Zunächst wurden motorlose Fahrzeuge zu Kraftfahrzeugen umgebaut. Anfang 1901 kamen komplette Automobile dazu. Der Markenname lautete Wagner. Bis März 1901 entstanden die ersten 20 Wagen. Noch 1901 endete die Produktion von Kraftfahrzeugen. Es ist unklar, ob danach noch andere Dinge hergestellt wurden.

## Fahrzeuge
Die Umbauten waren Dreiräder. Sie basierten auf zweisitzigen Fahrrädern. Ein Motor mit 1 PS Leistung trieb die Fahrzeuge an. Der Preis betrug 300 US-Dollar.
Die Automobile von 1901 waren Dampfwagen. Im März 1901 waren zwei Lieferwagen nach einem Auftrag eines örtlichen Unternehmens in Arbeit.
Ab April 1901 sollten Fahrzeuge mit Ottomotoren folgen.